# ベルトラン・ガショー
ベルトラン・ジャン・ルイ・ガショー（Bertrand Jean Louis Gachot 、1962年12月22日 - ）は、フランス国籍の元レーシングドライバー、実業家。1991年のル・マン24時間レースの総合優勝者である。
フランス国籍だが、ライセンスをベルギーで取得しているため、資料によってはベルギー人ドライバーとして紹介されていることもある。また、メディアによっては英語読みの「バートランド・ガショー」表記もされている。
レーサー引退後は、エナジードリンクを製造・販売する飲料会社、Hype Energyを買収し、オーナー兼CEOを務めている。

## 経歴

### 生い立ち
ルクセンブルク生まれ。父は欧州共同体（EC、現EU）の高官。そのためか、ヘルメットにはECの旗がデザインされていた。
15歳の頃にカートからキャリアをスタート。1983年ウィンフィールド・レーシングスクール、1984年ベルギー&ベネルクスフォーミュラ・フォード1600シリーズ参戦、シーズン終了後の11月に各国のフォーミュラ・フォードレーサーが集い行われるブランズハッチ・フォーミュラ・フォード1600フェスティバル&ワールドカップでは3位を獲得。このレースではガショーの後ろ5位にデイモン・ヒルも出場していた。
1985年RAC/TTイギリスフォーミュラ・フォード選手権チャンピオン獲得、1986年イギリスフォーミュラ・フォード2000チャンピオン及びヨーロッパフォーミュラ・フォード2000シリーズ2位と結果を出し続けると、1987年にはイギリスF3選手権にステップアップし、チャンピオンとなったジョニー・ハーバートに次ぐシリーズ2位に輝く。1988年に国際F3000選手権にステップアップし、優勝こそ挙げられなかったが第4戦シルバーストーンでポール・ポジションを獲得するなど速さは見せシリーズランキング5位となりF1予備軍として注目され始める。

### F1

#### オニクス / リアル / コローニ

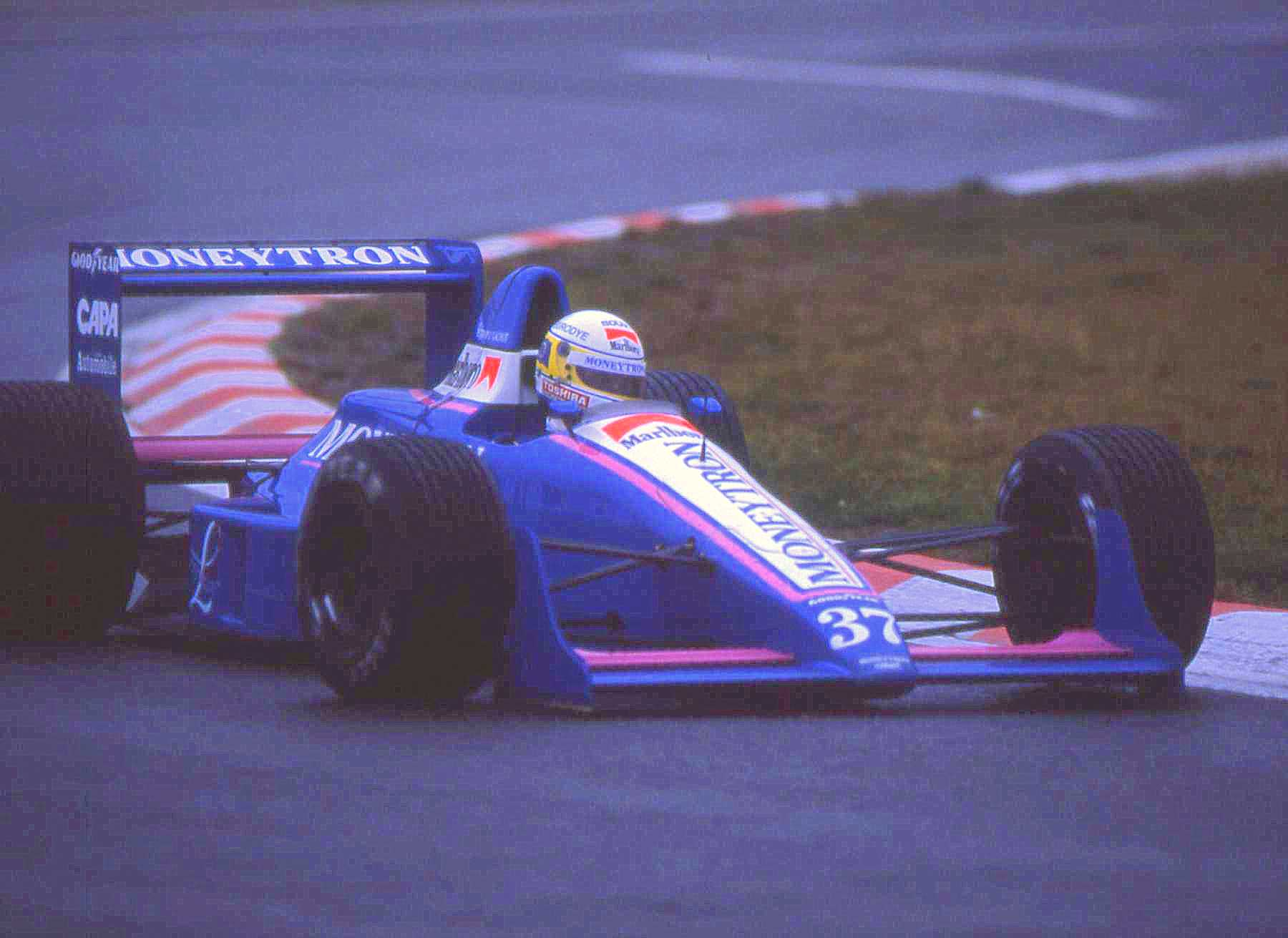
オニクス・ORE1に乗るガショー（1989年ベルギーGP）

1989年にオニクスからF1に参戦する。この年はF1のレギュレーションが大幅改正され、史上最多の1レースあたり39人のエントリーがあり、新参チーム・ドライバーには予備予選が厚い壁となっていた。ガショーもその例に漏れず最初の6戦は予備予選不通過であったが、地元の第7戦フランスGPで予備予選をトップ通過すると、予選も11位に入りF1デビューを飾る。決勝は13位完走。これ以降全戦予備予選を通過し、1レース以外は予選を通過するものの、決勝レースではなかなか結果を残せず、チームに対して不満を漏らしたことにより、オーナーのジャン＝ピエール・バン・ロッセムの逆鱗に触れ、第12戦イタリアGPをもって解雇された。その後、リアルに移籍したが2戦とも予選落ちに終わり、同時にチームも消滅した。
1990年は日本のスバル製水平対向12気筒エンジンを搭載したイタリアの小規模チーム・コローニに移籍。このスバルエンジンは非常に重量が重い上にパワーも信頼性も低く、開幕前テストからまともに走れることが稀であった。あまりの競争力の無さからシーズン途中で搭載エンジンをコスワースV8エンジンに変更して以後は辛うじて予備予選は通過できるようになったが、結局予選は1度も通過できず苦渋の年となった。

#### ジョーダン

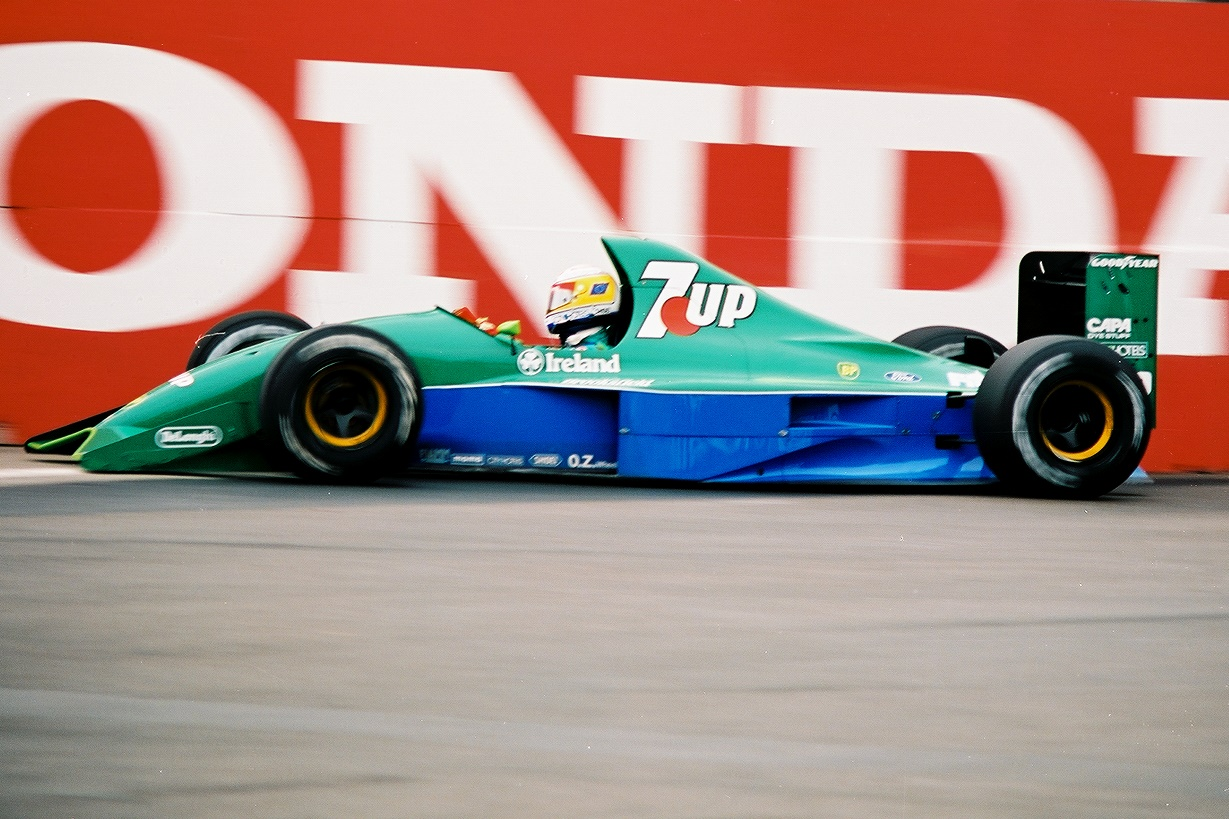
ジョーダン・191に乗るガショー（1991年アメリカGP）

翌1991年が、ガショーのレース人生にとって最高、そして最悪の年となる。F1新規参戦のジョーダンからエントリーしたが、この年のマシンである191は参戦初年度とは思えぬ高性能を見せ、予備予選・予選はおろか決勝でも度々好走をみせる。第5戦カナダGPで5位に初入賞。この後もイギリスGP・ドイツGPで連続6位入賞。ハンガリーGPでは自身唯一のファステストラップを記録する。さらに、マツダから参戦したル・マン24時間レースでも優勝を経験した（後述）。

#### 催涙スプレー事件
しかし、1990年12月10日に発生していた些細な交通トラブルにより、ガショーのレース人生は暗転する。ジョーダンチームのスポンサー役員との会合のためロンドン市内のホテルに向かっていた際に、車の前に割り込んできたタクシーと接触し運転手と口論になり、車内にあった痴漢撃退用催涙スプレーを顔面に噴霧した。先述のハンガリーGP後にサウスワーク刑事裁判所にてこの件の裁判が行われ、過剰防衛の罪で禁固18ヶ月、禁止薬物の所持で6ヶ月追加という実刑判決(陪審員による10対2という大差での有罪判決であった)を受け、即時に刑務所に収監された。この護身用スプレーは恋人の車のドアに備えてあったもので、購入地のフランスでは合法だったが、イギリスの法律ではクロロベンジリデンマロノニトリルなど、いわゆる「催涙ガス」の所持・使用が禁止されていた。この処罰の重さに対してガショーに同情する声があがり、収監を受けイギリス国内やグランプリ開催中のスパ・フランコルシャンパドックでも"GACHOT WHY?"と銘打たれた釈放を嘆願する支援キャンペーンが支援者によって展開され、チームメイトのアンドレア・デ・チェザリスをはじめアラン・プロスト、ネルソン・ピケ、イヴァン・カペリ、同郷のティエリー・ブーツェンやエリック・ヴァン・デ・ポールなども揃いのメッセージTシャツを着用しデモに参加、当事者であるタクシー運転手もデイリー・ミラー誌のインタビューに「洋服代を弁償してくれればそれでよいのに、こんな騒ぎになって彼が気の毒」と同情的な回答を述べたが、控訴審開始までの仮釈放申請が却下されたためにガショーはロンドン南部のブリクストン刑務所に収監され続けた。
控訴審を経て2ヵ月後にようやく釈放されるものの、ベルギーGPでガショーの代役としてジョーダンに乗ったミハエル・シューマッハが衝撃的なF1デビューを果たしたことから、ガショーの存在は関係者から薄れてしまっていた。結局ガショーはジョーダンを解雇され、シートを失ったガショーが出所後に日本GPを訪れた際、ベネトンに移籍していたシューマッハから「あなたに起こったことを本当に気の毒に思います。できることがあったら何でも言ってください」と慰められたという。

#### ラルース / パシフィック

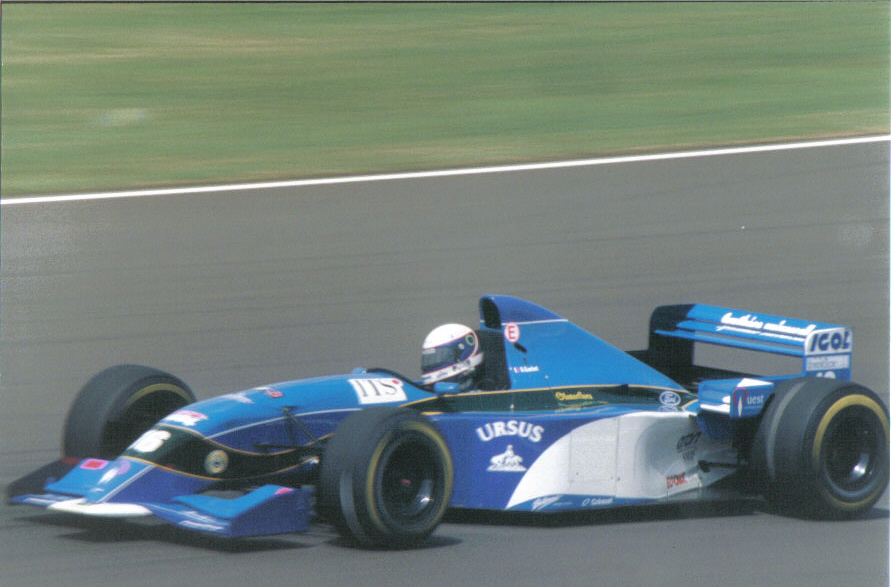
イギリスGPにてパシフィック・PR02をドライブするガショー

1991年の最終戦オーストラリアGPでは、足を負傷したエリック・ベルナールの代役としてラルース（ローラ）から参戦した。
1992年はラルース（ヴェンチュリー）のレギュラーシートを獲得し、新人片山右京のチームメイトとなった。チームは破産から再出発したばかりで、マシンにジョーダンほどの戦闘力はなかったが、モナコGPで6位入賞を果たし同年チーム唯一となる1ポイントを獲得した。また片山右京とは「F1で最も身長差のあるコンビ(ガショー185cm・片山165cm)」と言われた。片山はガショーについて「よくしゃべるんですよ。僕も話好きなほうですけど、ガショーは僕の5倍くらいしゃべりますね。根は悪い男じゃないです、常識人だし。僕がF1の最初いっぱいいっぱいで、タイムも良くなくて悩んでたら、ガショーがオマエ悩むなよ、オマエは日本のチャンピオンで、応援してくれている人がたくさんいるんだろ？って言ってくれて、それは結構転機になりました」と話している。
1993年はF1参戦を計画するパシフィックに移籍したが、資金難により参戦を一年先延ばしにすると決定されたため、CARTにスポット参戦した。シーズン終了後、1994年へ年が変わった後もフットワークからチームを買い戻したアロウズと交渉していたが、スポンサー資金持ち込みのライバルが多くシート獲得に至らず、結局元々この年の契約を結んでいたパシフィックと再契約をする。
1994年から1995年の2シーズンはパシフィックからF1に参戦したが、新規参戦の小チームゆえ目立った成績を残せず、本来1995年はドライバーとしては引退し、共同オーナーとしてチームに携わる意向だったが、資金難や契約問題などでドライバーの離脱が相次ぎシートが空いてしまったため、引退を返上し自らステアリングを握らざるを得ない状況になってしまっていた。結局開幕戦から第8戦までと、第15戦から最終17戦まで出走した。資金調達が行き詰まり1995年末にチームの撤退が決まると、ガショーもF1でのキャリアを終えた。

### 耐久レース
1991年のル・マン24時間レースには、ジョニー・ハーバート、フォルカー・バイドラーと組んでマツダからエントリーし、日本車初、さらにロータリーエンジン唯一の優勝を飾った。
ル・マンには1994年～1997年まで出場した。1994年と1995年はホンダのNSXをドライブした。1996年は双竜自動車のLMP2車両（実態はウェルター・レーシングのWR94の改良車）でエントリーしたが、予備予選落ちした。
1996年と1997年には全日本GT選手権に参戦し、トヨタ・スープラをドライブした（1997年はセルモに所属）。1997年をもってレーサーを引退した。

### 引退後
1997年にガショーは、前述するHype Energyのフランスにおける販売代理権を獲得し、飲料ビジネスに参入。レーサー引退後は本格的に同ビジネスを手がけるようになり、2000年には同社の経営権を取得しCEOに就任した。2017年現在も同社CEOを務めている。2016年からはかつて所属したジョーダンの後身にあたるフォース・インディアチームをスポンサードしており、F1パドックにも顔を見せている。
また息子のルイスもレーシングドライバーとなっている。

## エピソード
日本では、名字の「ガショー」が正月を祝う「賀正」と当て字できることから、毎年正月になるとSNS上でモータースポーツファンが「ベルトラン賀正」と挨拶し合うというネタが存在する。2024年にはmotorsport.comがこのネタを取り上げ、ガショーのドライブしたマシンのギャラリーを公開した。

## レース戦績

### イギリス・フォーミュラ3選手権
| 年     | チーム                     | エンジン       | クラス | 1     | 2     | 3       | 4     | 5      | 6     | 7     | 8     | 9     | 10    | 11      | 12    | 13      | 14    | 15    | 16    | 17      | 18     | 19    | 順位 | ポイント |
| ------ | -------------------------- | -------------- | ------ | ----- | ----- | ------- | ----- | ------ | ----- | ----- | ----- | ----- | ----- | ------- | ----- | ------- | ----- | ----- | ----- | ------- | ------ | ----- | ---- | -------- |
| 1987年 | ウェストサリー・レーシング | アルファロメオ | A      | SIL C | THR 2 | BRH Ret | SIL 2 | THR 14 | SIL 3 | BRH 1 | THR 2 | SIL 3 | ZAN 4 | DON Ret | SIL 1 | SNE Ret | DON 9 | OUL 4 | SIL 4 | BRH Ret | SPA 19 | THR 1 | 2位  | 64       |

### 国際F3000選手権
| 年     | チーム                        | シャーシー     | エンジン       | 1       | 2     | 3       | 4     | 5       | 6       | 7       | 8     | 9     | 10    | 11    | 順位 | ポイント |
| ------ | ----------------------------- | -------------- | -------------- | ------- | ----- | ------- | ----- | ------- | ------- | ------- | ----- | ----- | ----- | ----- | ---- | -------- |
| 1988年 | スピリット/トムス・レーシング | レイナード 88D | コスワース DFV | JER Ret | VLL 2 | PAU Ret | SIL 2 | MNZ Ret | PER Ret | BRH Ret | BIR 5 | BUG 4 | ZOL 6 | DIJ 4 | 5位  | 21       |

### F1
| 年     | チーム       | シャシー            | 1        | 2        | 3        | 4        | 5        | 6        | 7        | 8        | 9        | 10       | 11      | 12      | 13      | 14      | 15      | 16      | 17    | WDC  | ポイント |
| ------ | ------------ | ------------------- | -------- | -------- | -------- | -------- | -------- | -------- | -------- | -------- | -------- | -------- | ------- | ------- | ------- | ------- | ------- | ------- | ----- | ---- | -------- |
| 1989年 | オニクス     | ORE1                | BRA DNPQ | SMR DNPQ | MON DNPQ | MEX DNPQ | USA DNPQ | CAN DNPQ | FRA 13   | GBR 12   | GER DNQ  | HUN Ret  | BEL Ret | ITA Ret | POR     | ESP     |         |         |       | 32位 | 0        |
| 1989年 | リアル       | ARC2                |          |          |          |          |          |          |          |          |          |          |         |         |         |         | JPN DNQ | AUS DNQ |       | 32位 | 0        |
| 1990年 | コローニ     | C3B                 | USA DNPQ | BRA DNPQ | SMR DNPQ | MON DNPQ | CAN DNPQ | MEX DNPQ | FRA DNPQ | GBR DNPQ |          |          |         |         |         |         |         |         |       | 37位 | 0        |
| 1990年 | コローニ     | C3C                 |          |          |          |          |          |          |          |          | GER DNPQ | HUN DNPQ | BEL DNQ | ITA DNQ | POR DNQ | ESP DNQ | JPN DNQ | AUS DNQ |       | 37位 | 0        |
| 1991年 | ジョーダン   | 191                 | USA 10   | BRA 13   | SMR Ret  | MON 8    | CAN 5    | MEX Ret  | FRA Ret  | GBR 6    | GER 6    | HUN 9    | BEL     | ITA     | POR     | ESP     | JPN     |         |       | 13位 | 4        |
| 1991年 | ラルース     | ローラ LC91         |          |          |          |          |          |          |          |          |          |          |         |         |         |         |         | AUS DNQ |       | 13位 | 4        |
| 1992年 | ラルース     | ヴェンチュリー LC92 | RSA Ret  | MEX 11   | BRA Ret  | ESP Ret  | SMR Ret  | MON 6    | CAN DSQ  | FRA Ret  | GBR Ret  | GER 14   | HUN Ret | BEL 18  | ITA Ret | POR Ret | JPN Ret | AUS Ret |       | 19位 | 1        |
| 1994年 | パシフィック | PR01                | BRA Ret  | PAC DNQ  | SMR Ret  | MON Ret  | ESP Ret  | CAN Ret  | FRA DNQ  | GBR DNQ  | GER DNQ  | HUN DNQ  | BEL DNQ | ITA DNQ | POR DNQ | EUR DNQ | JPN DNQ | AUS DNQ |       | 40位 | 0        |
| 1995年 | パシフィック | PR02                | BRA Ret  | PAC Ret  | SMR Ret  | ESP Ret  | MON Ret  | CAN Ret  | FRA Ret  | GBR 12   | GER      | HUN      | BEL     | ITA     | POR     | EUR     | PAC Ret | JPN Ret | AUS 8 | 26位 | 0        |

- 太字はポールポジション、斜字はファステストラップ (key)。

### CART
| 年     | チーム               | シャシー      | エンジン      | タイヤ | 1   | 2   | 3   | 4    | 5   | 6   | 7   | 8   | 9      | 10  | 11  | 12  | 13  | 14  | 15  | 16 | 順位 | ポイント |
| ------ | -------------------- | ------------- | ------------- | ------ | --- | --- | --- | ---- | --- | --- | --- | --- | ------ | --- | --- | --- | --- | --- | --- | -- | ---- | -------- |
| 1993年 | サイモン・レーシング | ローラ・T9306 | コスワース XB | G      | SRF | PHX | LBH | INDY | MIL | DET | POR | CLE | TOR 12 | MCH | NHA | ROA | VAN | MDO | NAZ | LS | 34位 | 1        |

### 全日本GT選手権
| 年     | チーム                          | コ.ドライバー        | 使用車両         | クラス | 1      | 2       | 3     | 4     | 5       | 6      | 順位 | ポイント |
| ------ | ------------------------------- | -------------------- | ---------------- | ------ | ------ | ------- | ----- | ----- | ------- | ------ | ---- | -------- |
| 1996年 | FET RACING TEAM                 | トム・クリステンセン | トヨタ・スープラ | GT500  | SUZ    | FSW     | SEN   | FSW 4 | SUG 14  | MIN 7  | 13位 | 14       |
| 1997年 | POWER CRAFT                     | ポール・ベルモンド   | トヨタ・スープラ | GT500  | SUZ 11 | FSW Ret |       |       |         |        | 15位 | 12       |
| 1997年 | RYOWA HOUSE Pacific TEAM CERUMO | ポール・ベルモンド   | トヨタ・スープラ | GT500  |        |         | SEN 8 | FSW 5 | MIN Ret | SUG 11 | 15位 | 12       |

### ル・マン24時間レース
| 年     | チーム                       | コ・ドライバー                                                               | 使用車両          | クラス | 周回 | 総合順位 | クラス順位 |
| ------ | ---------------------------- | ---------------------------------------------------------------------------- | ----------------- | ------ | ---- | -------- | ---------- |
| 1990年 | マツダスピード               | フォルカー・ヴァイドラー ジョニー・ハーバート                                | マツダ・787       | GTP    | 148  | DNF      | DNF        |
| 1991年 | マツダスピード オレカ        | フォルカー・ヴァイドラー ジョニー・ハーバート                                | マツダ・787B      | C2     | 362  | 1位      | 1位        |
| 1992年 | マツダスピード オレカ        | フォルカー・ヴァイドラー ジョニー・ハーバート マウリツィオ・サンドロ・サーラ | マツダ・MX-R01    | C1     | 336  | 4位      | 4位        |
| 1994年 | クレマー・ホンダ・レーシング | アルミン・ハーネ クリストフ・ブシュー                                        | ホンダ・NSX GT2   | GT2    | 257  | 14位     | 6位        |
| 1995年 | 本田技研工業                 | アルミン・ハーネ イヴァン・カペリ                                            | ホンダ・NSX GT1   | GT1    | 7    | DNF      | DNF        |
| 1997年 | クレマー・レーシング         | クリストフ・ブシュー アンディ・エヴァンズ                                    | ポルシェ・911 GT1 | GT1    | 207  | DNF      | DNF        |

### スパ・フランコルシャン24時間レース
| 年     | チーム                                           | コ・ドライバー                                  | 使用車両                     | クラス       | 周回 | 総合順位 | クラス順位 |
| ------ | ------------------------------------------------ | ----------------------------------------------- | ---------------------------- | ------------ | ---- | -------- | ---------- |
| 1988年 | フォード・テキサコ・エッゲンバーガー・レーシング | ジャンフランコ・ブランカテリ ディデェー・セイス | フォード・シエラ             | Div.3        | 30   | DNF      | DNF        |
| 1989年 | モネトロン・レーシング                           | ケケ・ロズベルグ ハラルド・ヒュイスマン         | フェラーリ・500 モンディアル | N/Div.5      | 214  | NC       | NC         |
| 1992年 | プジョー・タルボ・ベルギー                       | パスカル・ウィットメアー エリック・エラリー     | プジョー・309                | procar Div.2 |      | DNF      | DNF        |
| 1993年 | ザイケイ・モータースポーツ                       | 清水和夫 アルミン・ハーネ                       | ホンダ・NSX                  | GT2          | 233  | DNF      | DNF        |